# Seto (Aichi)
Seto (瀬戸市 Seto-shi?) es una ciudad que se encuentra al norte de la Prefectura de Aichi, Japón. 
Según datos del 2010, la ciudad tiene una población estimada de 133.018 habitantes y una densidad de 1.190 personas por km². El área total es de 111,61 km².
La ciudad fue fundada el 1 de octubre de 1929.
Seto es conocido a nivel nacional por su cerámica y alfarería, que es llamado de manera genérica en Japón como setomono, realizado a través del estilo setoyaki. También se ubican las instalaciones de la Universidad Nagoya Gakuin, de carácter privado, y cuya sede estuvo en Seto hasta 2007.
En la Expo 2005 se ubicó un pabellón temático en la ciudad de Seto. 

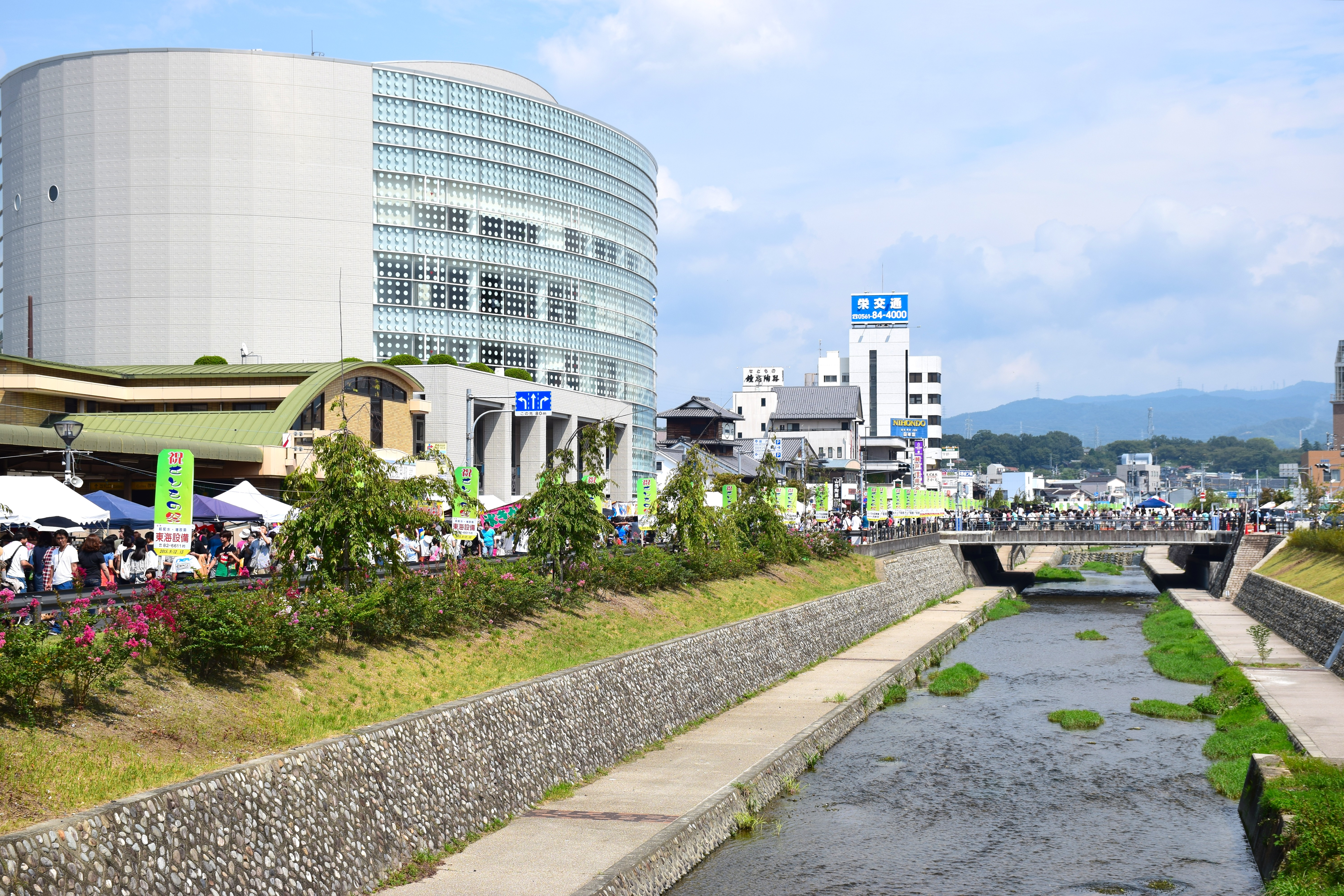
Vista de la ciudad junto con el Centro Internacional.

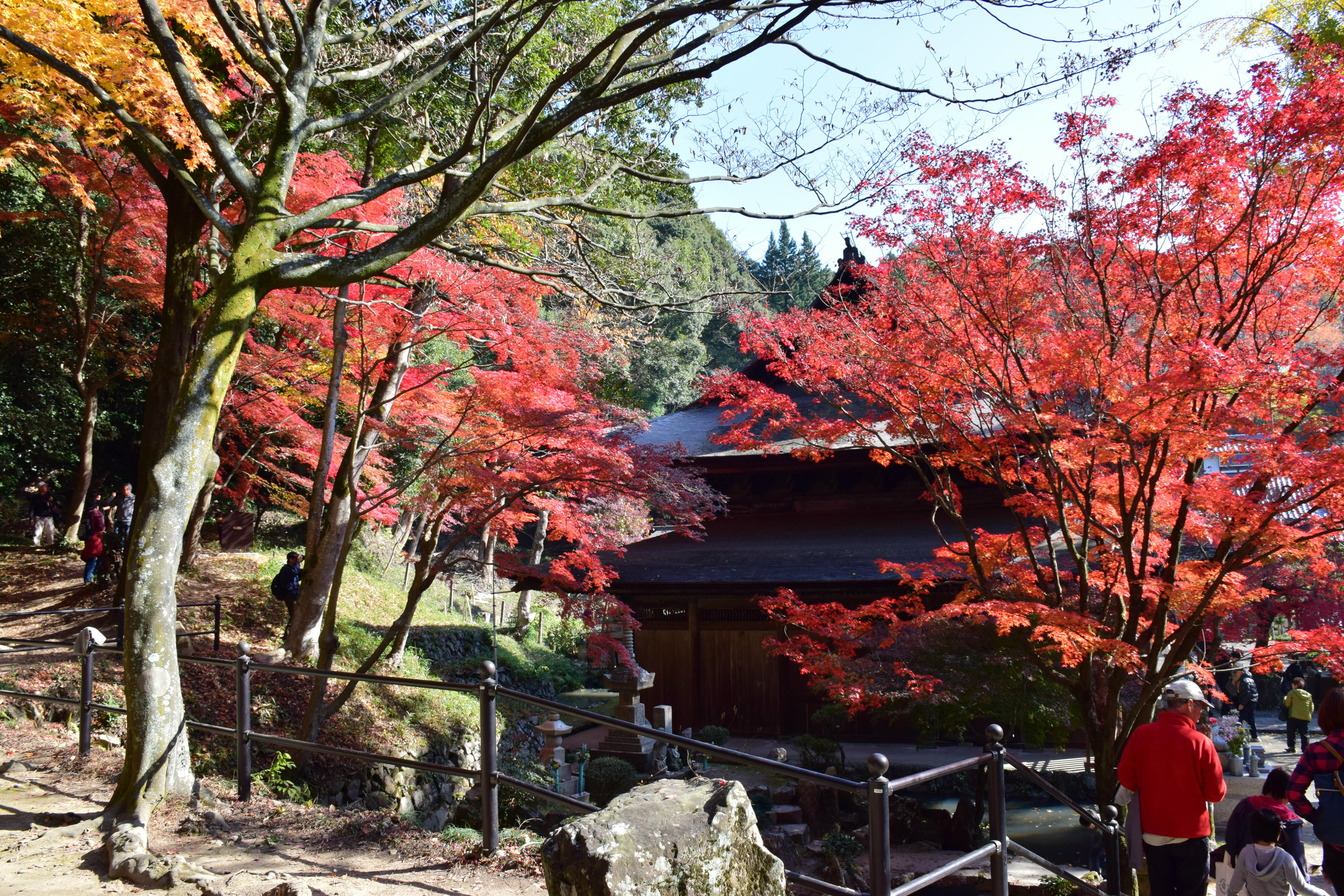
Jōkōji

## Ciudades hermanas
- Limoges, Francia
- Jingdezhen, China
- Nabeul, Túnez